# Centropyge nigriocella
Centropyge nigriocella là một loài cá biển thuộc chi Centropyge trong họ Cá bướm gai. Loài này được mô tả lần đầu tiên vào năm 1953.

## Từ nguyên
Từ định danh của loài được ghép bởi hai từ trong tiếng Latinh: niger ("đen") và ocella ("đốm to bằng mắt"), hàm ý đề cập đến hai đốm đen lớn trên gốc vây ngực và ở vây lưng sau của chúng.

## Phạm vi phân bố và môi trường sống
C. nigriocella có phạm vi phân bố tập trung tại vùng biển thuộc các đảo quốc, quần đảo ở Tây và Trung Thái Bình Dương, bao gồm: đảo Johnston (Hoa Kỳ); đảo Tabuaeran (Kiribati); Nauru quần đảo Bắc Mariana và Guam; Liên bang Micronesia; quần đảo Admiralty (Papua New Guinea); Tuvalu; đảo Ouvéa (quần đảo Loyauté, Nouvelle-Calédonie); quần đảo Samoa; rạn san hô Holmes (biển San Hô).
Chúng sống gần các rạn san hô viền bờ và trong các đầm phá có san hô vụn ở độ sâu khoảng từ 4 đến 15 m.

## Mô tả
C. nigriocella có chiều dài cơ thể tối đa được biết đến là 6 cm. C. nigriocella có thân màu vàng nhạt, gần như trắng. Chúng có 2 đốm đen lớn trên thân: một ở gốc vây ngực và một ở vây lưng sau (đốm vây lưng có viền trắng). Vây lưng và vây hậu môn có màu vàng. Vây đuôi trong mờ, có màu trắng. Vây ngực trong suốt. Vây bụng màu trắng.
Số gai ở vây lưng: 13; Số tia vây ở vây lưng: 15; Số gai ở vây hậu môn: 3; Số tia vây ở vây hậu môn: 15.

## Sinh thái học
C. nigriocella rất hiếm khi được nhìn thấy, mặc dù chúng sống ở vùng nước nông hơn so với nhiều loài cùng chi. Vì là loài hiếm thấy nên C. nigriocella hầu như không có mặt trên thị trường cá cảnh. Thức ăn phổ biến của chúng là tảo.